# AVCA National Player of the Year (maschile, NAIA Division I)
Pallavolisti premiati come AVCA National Player of the Year

## Elenco
| Stagione | Nome             | Squadra            |
| -------- | ---------------- | ------------------ |
| 2010     | Blair Penner     | California Baptist |
| 2011     | Levi Cabral      | California Baptist |
| 2012     | Dan Dowjotas     | St. Ambrose        |
| 2013     | Naseri Tumanuvao | Concordia Irvine   |
| 2014     | Pedro Cardoso    | Grand View         |
| 2015     | Caio Souza       | Park               |
| 2016     | Kyle Foley       | Missouri Baptist   |
| 2017     | Kyle Foley       | Missouri Baptist   |
| 2018     | Kyle Foley       | Missouri Baptist   |
| 2019     | Félix Chapman    | Grand View         |
| 2020     | Félix Chapman    | Grand View         |
| 2021     | Félix Chapman    | Grand View         |
| 2022     | Landon Krause    | William Penn       |
| 2023     | Nolan Flexen     | The Master's       |